# Вторая Ивановка
Втора́я Ива́новка (укр. Іванівка) посёлок, Ивановский Второй сельский совет, Изюмский район, Харьковская область.
Код КОАТУУ — 6320483601. Население по переписи 2020 г. составляет 823 человек.
Является административным центром Ивановского Второго сельского совета, в который, кроме того, входят сёла
Дмитровка,
Марьевка и
Червоная Балка.

## Географическое положение
Посёлок Ивановка находится в начале балки Бузовый Яр, по которой течет пересыхающий ручей на котором сделаны несколько запруд (Степок и др).
Ручей через 9 км впадает в реку Берека.
На расстоянии 1 км находится село Червоная Балка.

## Экономика
В селе есть молочно-товарная и овце-товарная фермы, машинно-тракторные мастерские.

## Культура
- Детский сад
- Школа
- Дом культуры
- Православная церковь

## Достопримечательности
- Братская могила
- Энтомологический заказник местного значения «Красногорский» (укр. Красногірський). Заповедний участок размещен на склонах степной балки южной экспозиции. Растительный покров образует ассоциации кустарниковых (с караганой кустарниковой, тёрном) и ковыльно-разнотравных степей с участием видов ковыля, типчака, маренки розовой, василька восточного, омана шершавого, видов шавеля, зопника, астрагала. В заказнике обитают более 20 видов пчелиных: антофоры, мелитты, эвцеры, андрены, галикты, шмели степные и др. Среди них — представители Красной книги Украины — рофитоидес серый, мелиттурга булавоусая, шмель армянский [2]